# Majesco Entertainment
Majesco Entertainment Company (tidigare Majesco Sales Inc.) är en amerikansk datorspelförlag och distributör med säte i Hazlet, New Jersey.